# Yoav Reuveni
Yoav Reuveni (hebräisch יואב ראובני; * 25. November 1985 in Jabneel) ist ein israelischer Schauspieler und Model.

## Leben
Yoav Reuveni wurde in Jabneel in Israel geboren. Während seines Wehrdienstes bei den israelischen Verteidigungsstreitkräften diente er im Zweiten Libanonkrieg. Er erhielt die Medaille des Fallschirmjägerbrigadekommandeurs für die Rettung verwundeter Personen unter Beschuss im Fallschirmjägerbataillon, wo er als Sanitäter arbeitete.
Nach seiner Entlassung aus der israelischen Armee im Jahr 2007 wurde er von seiner damaligen Freundin zur Modelagentur Yuli Group in Tel Aviv gebracht und begann dort seine Modelkarriere. Er modelte für israelische Modeketten wie Delta Galil und Golf, wo er bis 2010 vier Saisons in Folge das Gesicht der Marke war.
Er war außerdem der erste Israeli, der in einem Dolce & Gabbana-Katalog erschien. 2007 war er auch an einer internationalen Kampagne für Perry Ellis Parfüm beteiligt. Sechs Monate lang arbeitete er als Model in Südafrika, wo er auf dem Cover des Men’s Health Magazins erschien.
Er wurde von Ford Models in Paris unter Vertrag genommen und arbeitete in dieser Zeit dort und in Mailand. Im selben Jahr wurde er von Premier Model Management in London unter Vertrag genommen. 2008 trat er außerdem in einer landesweiten Kampagne in Israel für die Optikmarke Optika Einam mit einem Budget von 4 Millionen Schekel auf.
Im Jahr 2011 erschien er im Musikvideo zu Mon meilleur amour der französischen Sängerin Anggun. Eine Nebenrolle hatte Reuveni in dem 2012 veröffentlichen Film Revaka plus.
2013 spielte er die männliche Hauptrolle in dem Romantik-Drama Liebesbriefe eines Unbekannten. Dafür erhielt er die Auszeichnung als bester Schauspieler beim TLVFest, dem Tel Aviv International LGBT Film Festival.

## Privates
Reuveni war mit dem israelischen Fernsehstar Liron Weizman liiert. Oktober 2013 heiratete er Adi Ronen. Das Paar hat zwei gemeinsame Kinder. 2021 ließen sie sich scheiden.

## Filmografie
- 2012: Revaka plus
- 2013: Liebesbriefe eines Unbekannten